# Hornstedtia striolata
Hornstedtia striolata är en enhjärtbladig växtart som beskrevs av Henry Nicholas Ridley. Hornstedtia striolata ingår i släktet Hornstedtia och familjen Zingiberaceae. Inga underarter finns listade i Catalogue of Life.